# Jean Bulio
Jean Bulio, né le 1er décembre 1827 à Fabrègues et mort le 27 mars 1911 à Montpellier, est un sculpteur français.

## Biographie
Jean Bulio est né à Fabrègues dans l'Hérault le 1er décembre 1827. Il part pour Paris où il devient l'élève d'Armand Toussaint puis il entre à l'École des beaux-arts le 10 octobre 1851. Il débute au Salon de 1859 avec une Pandore en plâtre,. Il expose pour la dernière fois en 1903 puis se retire à Montpellier où il meurt le 27 mars 1911. 